# Municipio de Cooperstown (Dakota del Norte)
El municipio de Cooperstown (en inglés: Cooperstown Township) es un municipio ubicado en el condado de Griggs en el estado estadounidense de Dakota del Norte. En el año 2010 tenía una población de 56 habitantes y una densidad poblacional de 0,6 personas por km².

## Geografía
El municipio de Cooperstown se encuentra ubicado en las coordenadas 47°27′35″N 98°10′52″O / 47.45972, -98.18111. Según la Oficina del Censo de los Estados Unidos, el municipio tiene una superficie total de 92.6 km², de la cual 91,81 km² corresponden a tierra firme y (0,85 %) 0,79 km² es agua.

## Demografía
Según el censo de 2010, había 56 personas residiendo en el municipio de Cooperstown. La densidad de población era de 0,6 hab./km². De los 56 habitantes, el municipio de Cooperstown estaba compuesto por el 100 % blancos. Del total de la población el 0 % eran hispanos o latinos de cualquier raza.